# Enclavă

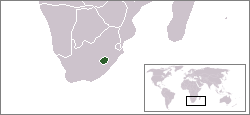
Exemplu de enclavă: regatul Lesotho (teritoriul marcat cu verde) este o enclavă în Africa de Sud

Enclava este un stat sau entitate administrativ-teritorială (sau parte a unui stat ori a unei entități administrativ-teritoriale) înconjurat de teritoriul național al unui alt stat, respectiv entități administrativ-teritoriale.
Enclava este și situare geografică a unui stat sau teritoriu înconjurat total de spațiul altui stat. În alt sens, enclavă semnifică fragmente de roci de altă natură înglobate în masa rocilor eruptive.
Enclavele au fost un fenomen relativ răspândit în geografia politică a Europei medievale și chiar moderne (un exemplu în acest sens fiind oferit de harta Confederației Germane dintre 1815 și 1866). În prezent în lume există doar trei state-enclave : Lesotho, San Marino și Vatican, ultimele două fiind microstate. O enclavă în cadrul Azerbaidjanului este regiunea autonomă Nagorno Karabah. Trei regiuni autonome ale Federației Ruse sunt, de asemenea, enclave : Adîgheia, Ordînsk-Bureatia și Aghinsk-Bureatia.